# Tezcatzoncatl
Tezcatzoncatl ou Tepoztēcatl est, « celui qui a les cheveux comme miroir » dans la mythologie aztèque, le dieu du vin (un mélange d'agave avec pulque), de l'ébriété et de la fertilité. La divinité était également connue sous son nom calendaire, Ometochtli (« deux-lapins »). Il est le consort ou le fils de Mayahuel, qui est un masque-avatar de Xochiquetzal.

## Famille
Il existe plusieurs versions sur ses origines et ses liens familiaux, selon les sources :
- Tezcatzoncatl est parfois donné comme le père des 400 Centzontotochtin[3] (dieux de l'ébriété) et le consort de Mayahuel, la déesse de l'agave.
- Tezcatzoncatl apparait aussi parfois comme étant plutôt le frère de Mayahuel et de Patecatl, le dieu ayant découvert le processus de fermentation. Il est donc alors l'oncle des 400 Centzontotochtin (dieux de l'ébriété).
- Selon d'autres sources, Tezcatzoncatl est lui-même un des 400 Centzontotochtin. Il est alors le fils de Mayahuel et de Patecatl, et le frère de Tepoztecatl, Papaztac, Totoltecatl, Tlilhua, Yiauhtecatl, Toltecatl, Izquitecatl, Tlaltecayohua, Colhuacatzincatl.
- D'autres versions donnent Mayahuel et de Patecatl comme faisant partie eux aussi des 400 Centzontotochtin, comme Tezcatzoncatl, au lieu d'être leurs parents. Dans ce cas, les 400 Centzontotochtin ne sont parfois pas dieux mais représentent la diversité des ivrognes[1].

## Fonctions
En tant que divinité du pulque, Tezcatzoncatl était associé aux cultes de fertilité et à Tlaloc.
Tezcatzoncatl était également associé au vent, d'où le nom alternatif d'Ehecacone, fils du vent.

## Représentations

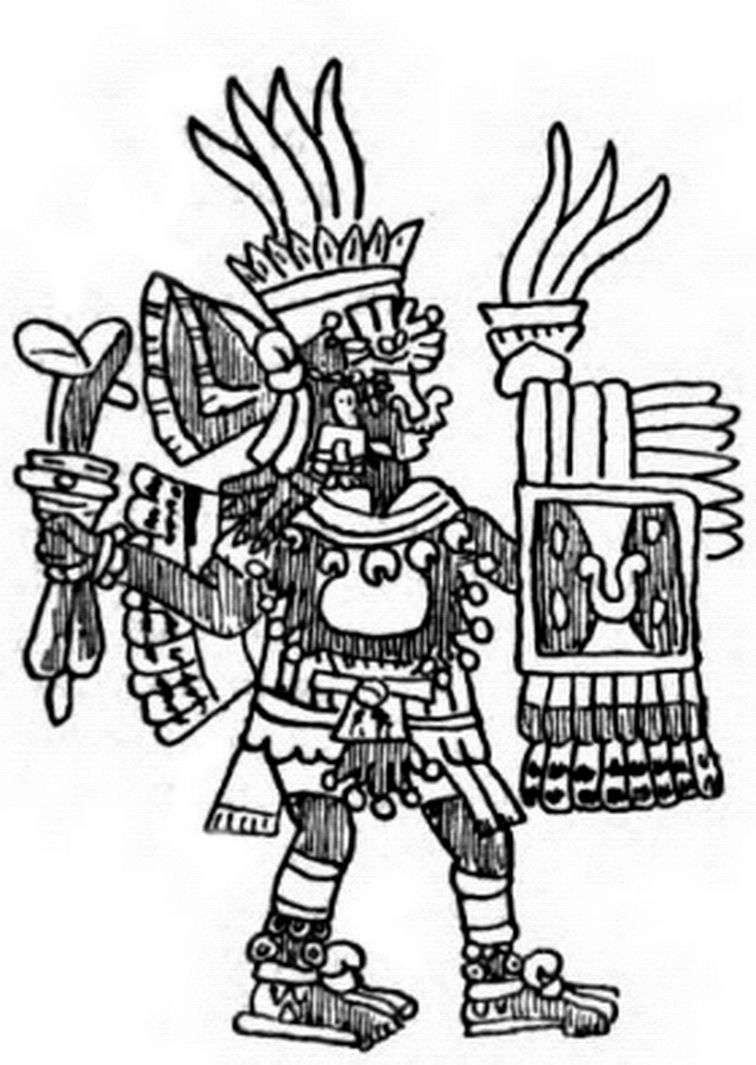
Tezcatzoncatl

Tezcatzoncatl apparaît dans le Codex Mendoza portant une hache en cuivre ou tepozli.

## Sanctuaire
El Tepozteco, dans l'État mexicain de Morelos, est un site archéologique nommé d'après la divinité. Le site était un lieu sacré pour les pèlerins venant d'aussi loin que le Chiapas et le Guatemala. Ce site possède une petite pyramide construite sur une plate-forme, d'une hauteur combinée de 9,5 mètres (31 pieds), située sur une montagne surplombant la ville de Tepoztlán.